# Marjana Besuhla

Marjana Besuhla (2019)

Marjana Wolodymyriwna Besuhla (ukrainisch Маряна Володимирівна Безугла, wiss. Transliteration Marjana Volodymyrivna Bezuhla; geb. 17. Mai 1988 in Kiew)  ist eine ukrainische Politikerin (Sluha narodu) und Abgeordnete des Parlamentes ihres Landes.

## Leben
Marjana Besuhla absolvierte nach ihrem Studium an der ukrainischen Militärakademie ein Praktikum im US-Außenministerium, spezialisiert auf Organisation und Verwaltung im Gesundheitswesen. Nach ihrer Ausbildung arbeitete sie als Allgemeinärztin. Später wechselte sie zum Verteidigungsministerium der Ukraine, wo sie für Reformen des medizinischen Dienstes bei den Streitkräften verantwortlich war. Ab 2019 übernahm sie die Rolle der Oberinspektorin und überwachte die Auftragsvergabe des Verteidigungsministeriums und des Generalstabs der Streitkräfte.

## Wirken
Besuhla geriet wiederholt durch provokative Äußerungen in die Schlagzeilen. Im Frühjahr 2022 war sie einer der Verfasser eines Gesetzentwurfes, der Militärbefehlshabern die Tötung ungehorsamer Untergebener erlauben sollte, obgleich dieser Entwurf zurückgezogen wurde. Ihre offene Kritik am ukrainischen Oberbefehlshaber Walerij Saluschnyj im November 2023 sorgte für großen Unmut. Dies führte zu einer kontroversen Debatte über ihre Position im Parlament, wobei ein Antrag auf ihre Absetzung als Vizevorsitzende eines der wichtigsten Parlamentsausschüsse von ihrer Fraktion nicht auf die Tagesordnung gesetzt wurde.